# Korvatunturi
Il Korvatunturi  (in russo Корватунтури?) è un fell (montagna) finlandese e russa. È situato in Lapponia.

## Etimologia
In finlandese Korvatunturi significa letteralmente "montagna-orecchio", il nome derivata dalla singolare forma di orecchio di lepre.

## Posizione e accesso alla cima
Il rilievo è caratterizzato da una densa foresta di pini, da alcuni laghi (ghiacciati d'inverno) e da migliaia di renne che pascolano sulle sue pendici. Il Korvatunturi è collocato a 486 metri sul livello del mare. È composto da tre distinte elevazioni, con quella di mezzo collocata sul confine russo-finlandese. Dato che il Korvatunturi si trova alla frontiera del paese, a coloro che vogliono visitarlo dalla Finlandia viene richiesta un'autorizzazione scritta rilasciata dalla locale guardia di frontiera (Rajavartiolaitos). Per raggiungere la cima della collina non esistono strade ma solo sentieri.

## Tradizioni
La montagna è associata nel folclore a Babbo Natale. Qui avrebbe infatti sede il villaggio in cui tradizionalmente vive. L'idea di collocare Babbo Natale nella Lapponia finlandese anziché al polo Nord risale agli anni venti del Novecento. Nel 1927 Markus Rautio, presentatore di un programma per bambini della radio pubblica finlandese, stabilì proprio che il villaggio di Babbo Natale si trovasse al confine con la Russia un poco più a nord del circolo polare artico, nella zona del Korvatunturi.
Per questo motivo il più famoso parco tematico a lui dedicato è stato infatti costruito in Lapponia, anche se non vicino al Korvatunturi ma a pochi chilometri da Rovaniemi.